# 切列穆哈
49°40′19″N 29°6′33″E / 49.67194°N 29.10917°E
切列穆哈（烏克蘭語：Черемуха），是烏克蘭北部的村莊，隸屬日托米爾州的別爾季切夫區。該村始建於1609年，面積0.53平方公里，海拔高度238米，2001年人口163，人口密度每平方公里306.39人。